# Phrynopus
Phrynopus is een geslacht van kikkers uit de familie Strabomantidae. De soort werd voor het eerst wetenschappelijk beschreven door Wilhelm Peters in 1873.
Er zijn 35 soorten waarvan er twee pas in 2015 voor het eerst wetenschappelijk zijn beschreven. Hierdoor is veel literatuur over deze groep niet eenduidig. Alle soorten komen voor in Zuid-Amerika rond de Andes.

## Soorten
Geslacht Phrynopus
- Phrynopus anancites Rodríguez & Catenazzi, 2017
- Phrynopus auriculatus Duellman & Hedges, 2008
- Phrynopus badius Lehr, Moravec & Cusi, 2012
- Phrynopus barthlenae Lehr & Aguilar, 2002
- Phrynopus bracki Hedges, 1990
- Phrynopus bufoides Lehr, Lundberg & Aguilar, 2005
- Phrynopus capitalis Rodríguez & Catenazzi, 2017
- Phrynopus chaparroi Mamani & Malqui, 2014
- Phrynopus daemon Chávez, Santa Cruz, Rodríguez & Lehr, 2015
- Phrynopus dagmarae Lehr, Aguilar & Köhler, 2002
- Phrynopus dumicola Rodríguez & Catenazzi, 2017
- Phrynopus heimorum Lehr, 2001
- Phrynopus horstpauli Lehr, Köhler & Ponce, 2000
- Phrynopus interstinctus Lehr & Oróz, 2012
- Phrynopus inti Lehr, von May, Moravec & Cusi, 2017
- Phrynopus juninensis (Shreve, 1938)
- Phrynopus kauneorum Lehr, Aguilar & Köhler, 2002
- Phrynopus kotosh Lehr, 2007
- Phrynopus lapidoides Lehr & Rodríguez, 2017
- Phrynopus lechriorhynchus Trueb & Lehr, 2008
- Phrynopus mariellaleo Venegas, Barboza, De la Riva & Padial, 2018
- Phrynopus miroslawae Chaparro, Padial & De la Riva, 2008
- Phrynopus montium (Shreve, 1938)
- Phrynopus oblivius Lehr, 2007
- Phrynopus paucari Lehr, Lundberg & Aguilar, 2005
- Phrynopus personatus Rodríguez & Catenazzi, 2017
- Phrynopus peruanus Peters, 1873
- Phrynopus pesantesi Lehr, Lundberg & Aguilar, 2005
- Phrynopus remotum Chávez, García Ayachi & Catenazzi, 2020
- Phrynopus tautzorum Lehr & Aguilar, 2003
- Phrynopus thompsoni Duellman, 2000
- Phrynopus tribulosus Duellman & Hedges, 2008
- Phrynopus unchog Lehr & Rodríguez, 2017
- Phrynopus valquii Chávez, Santa Cruz, Rodríguez & Lehr, 2015
- Phrynopus vestigiatus Lehr & Oróz, 2012

Bahius ·
Barycholos ·
Bryophryne ·
Euparkerella ·
Holoaden ·
Microkayla ·
Noblella ·
Psychrophrynella ·
Qosqophryne